# Stevan Jovetić
Stevan Jovetić, född 2 november 1989 i Titograd, Jugoslavien (nuvarande Podgorica, Montenegro), är en montenegrinsk fotbollsspelare som spelar för AC Omonia. 
Hans dribblingar, bollkontroll och tekniska kvaliteter har gjort att många jämfört honom med Roberto Baggio.

## Klubbkarriär

### Partizan
Jovetić gjorde sin debut för Partizan 2006, i en match mot Voždovac. 
Han gjorde tre mål under ett kval till UEFA-Cupen 2007/2008 mot Zrinjski och gjorde därmed sitt första hatrick. Under oktober 2007 var det många storklubbar som var intresserade av Jovetić, bland annat Manchester United och Real Madrid. Han blev lagkapten i Partizan vid 18 års ålder, när deras tidigare lagkapten Antonio Rukavina såldes till Borussia Dortmund. Detta gjorde att han blev Partizans yngsta lagkapten genom tiderna.

### Fiorentina
2008 skrev Jovetić på för Fiorentina i italienska Serie A. Han gjorde sitt första mål för Fiorentina i en ligamatch mot Atalanta på straff.

Han startade säsongen 2009/10 med att göra mål mot Sporting i en match som slutade 1–1 på Stadio Artemio Franchi. Tack vare poängen mot Sporting kvalade Fiorentina in till Champions League 2009/2010. Den 29 september 2009 gjorde han båda målen i en 2–0-seger mot Liverpool i Champions League. Den 9 mars 2010 gjorde Jovetić två mål i Fiorentinas 3–2-seger mot Bayern München, men Bayern München vann ändå genom fler gjorda bortamål. Inför säsongen 2010/2011 skadade Jovetić korsbandet i sitt högerknä och blev borta cirka sex månader.
 Efter att säsongen 2010/2011 spolierats helt av skador kom Jovetić tillbaka i toppform till den efterföljande säsongen och gjorde två av målen i 3–0-segern över Parma. 15 oktober 2011 skrev Jovetić på ett nytt femårskontrakt med Fiorentina.

### Manchester City
Den 19 juli 2013 skrev han på för Manchester City och fick tröjnummer 35.

### AS Monaco
Den 29 augusti 2017 värvades Jovetić av AS Monaco, där han skrev på ett fyraårskontrakt. Den 24 maj 2021 meddelade AS Monaco att Jovetić skulle lämna klubben i samband med att hans kontrakt löpte ut efter säsongen 2020/2021.

### Hertha Berlin
Den 27 juli 2021 värvades Jovetić av tyska Hertha Berlin, där han skrev på ett tvåårskontrakt.

## Landslagskarriär
Jovetić har spelat i Montenegros fotbollslandslag sedan det skapades, 2007. Han spelade sin första match för landslaget mot Ungern i mars 2007.